# Margem
Margem is een plaats (freguesia) in de Portugese gemeente Gavião en telt 1026 inwoners (2001).